# 国际社会主义组织 (新西兰)
国际社会主义组织（英語：International Socialist Organisation，缩写为ISO）是新西兰的一个托洛茨基主义组织。该组织成立于1990年代初。1994年，该组织与新西兰共产党合并为社会主义工人组织。但由于原新共领导人被视为“斯大林主义”的做法，大部分原国际社会主义组织的成员很快就退出社会主义工人组织，重建国际社会主义组织。该组织的意识形态是革命社会主义、马克思主义、列宁主义、托洛茨基主义。该组织的政治立场是极左翼。该组织实行集体领导。该组织出版刊物《社会主义评论》。该组织认同国际社会主义倾向的基本政治立场。该组织与澳大利亚托派组织社会主义替代关系密切。